# Slotermeer (Friesland)
Het Slotermeer (Fries en officieel: Sleattemer Mar) is een meer in het zuidwesten van de provincie Friesland (Nederland).

## Beschrijving
Het Slotermeer ligt ten noorden van de stad Sloten, ten oosten van Balk en ten zuiden van Woudsend. Vanaf het Slotermeer loopt het Slotergat naar Sloten, de Ee naar Woudsend en de Luts naar Balk. Het meer is buiten de vaargeulen soms maar 1,20 meter diep. Aan de oostkant naast de vaargeul is de waterdiepte ongeveer 1 meter.
Bij de Elfstedentocht gaat de route twee keer over het Slotermeer, één keer vanuit IJlst naar Sloten en één keer van Sloten richting Stavoren. Het meer is vaak een flessenhals in de route: het vriest relatief laat dicht en zowel klunen als ijstransplantatie is onmogelijk. Men moet dus wachten tot het ijs op natuurlijke wijze is aangegroeid.

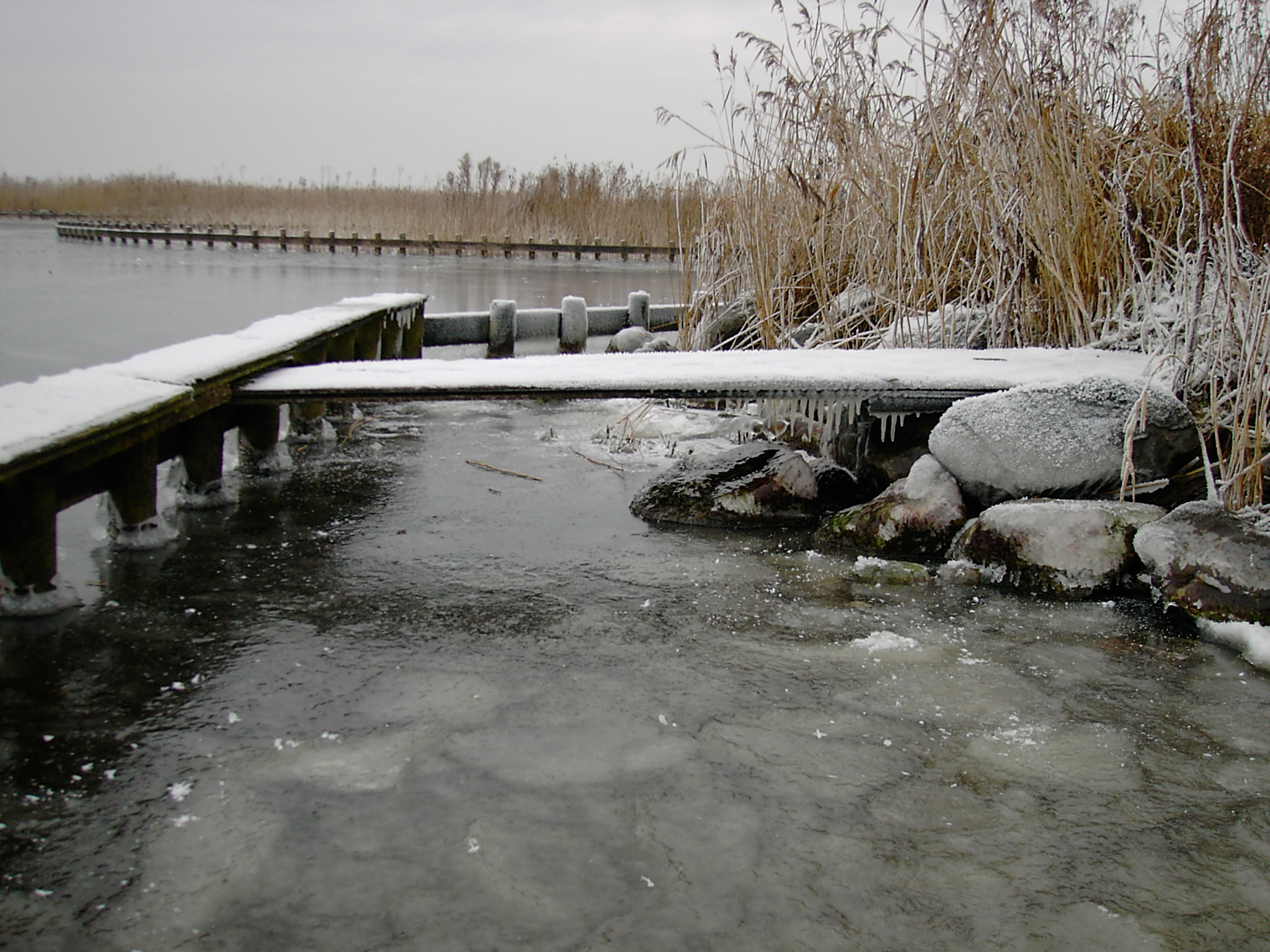
Het Slotermeer met ijs
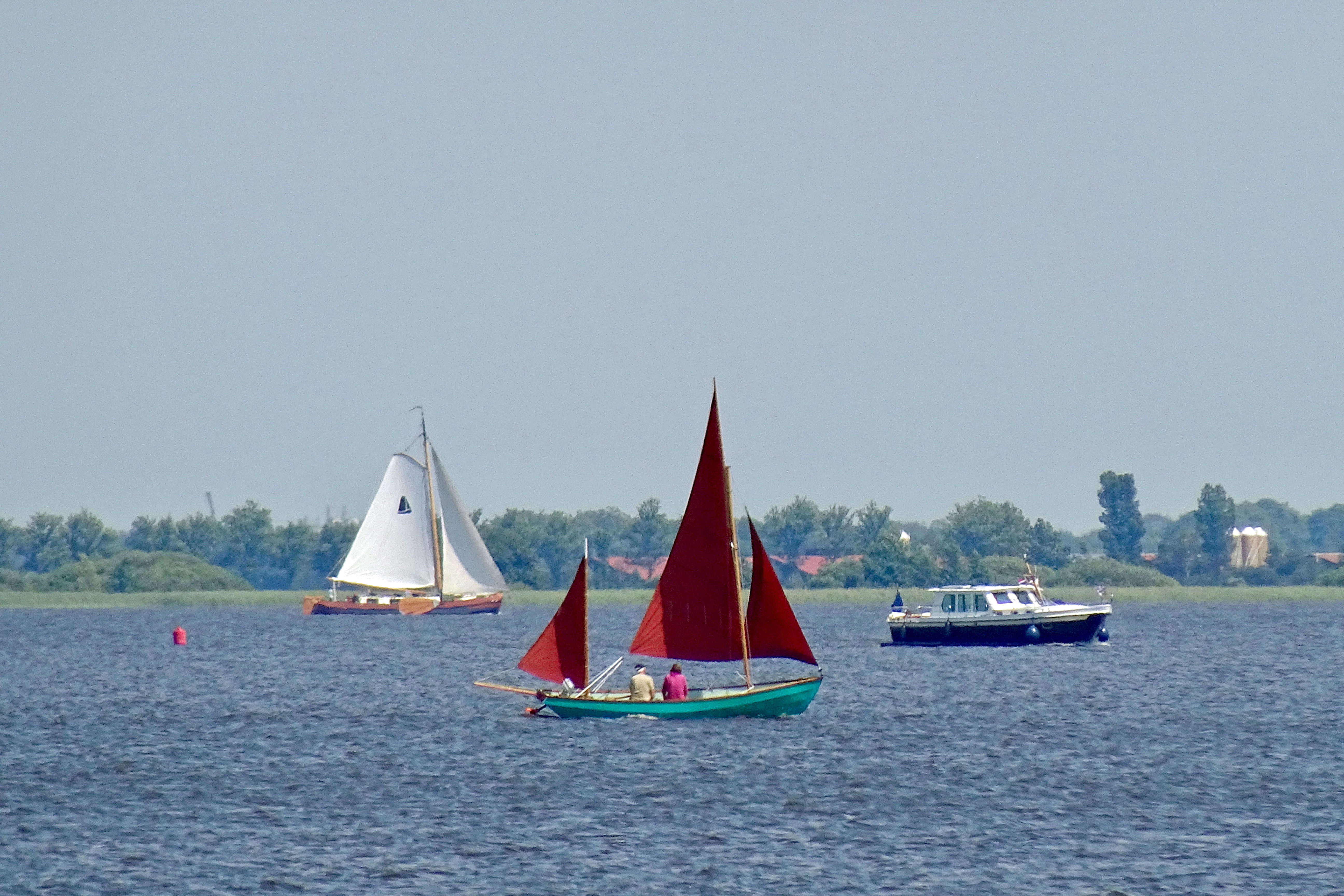
Het meer in oostelijke richting
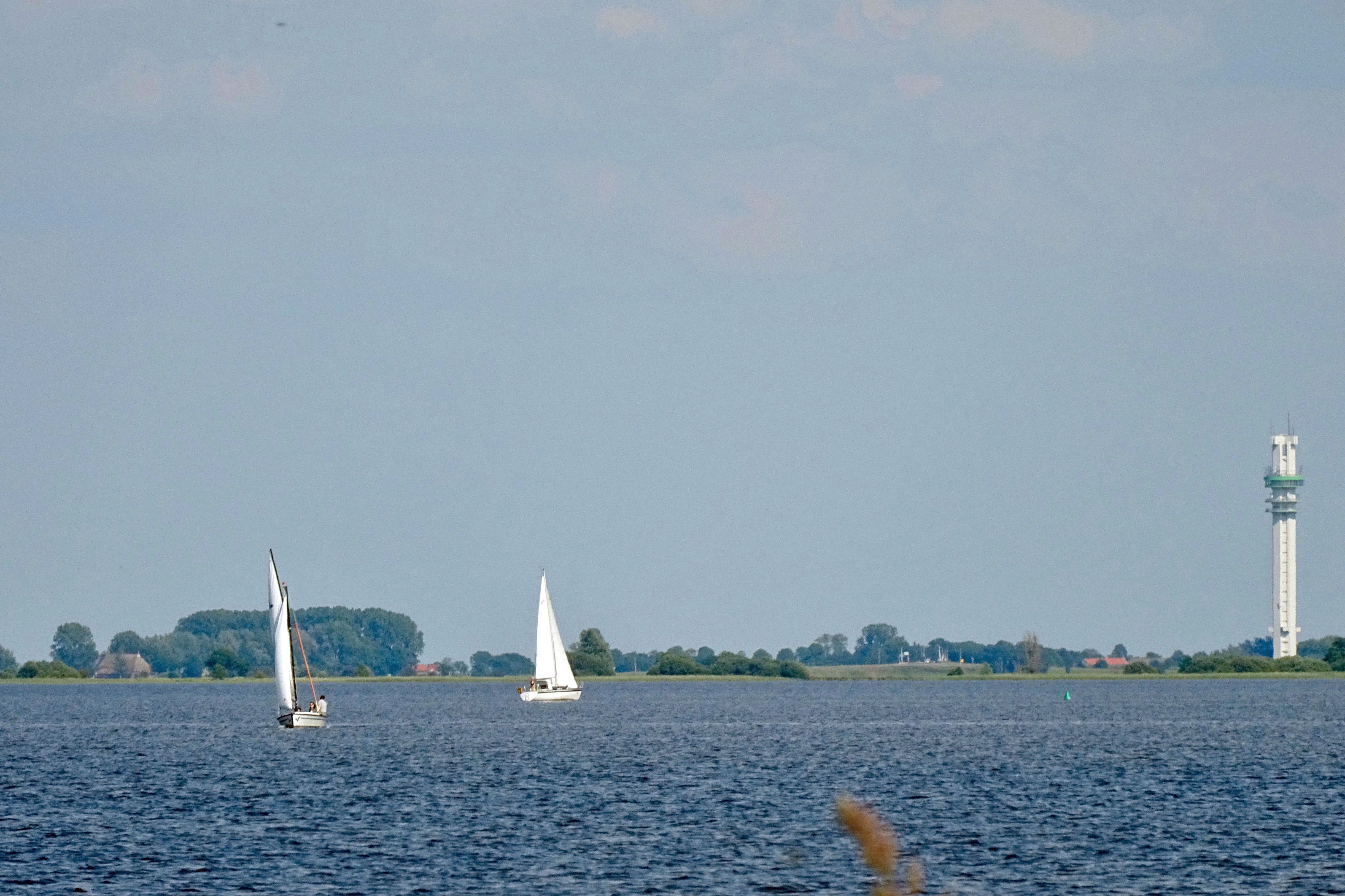
Het meer met de Toren van Spannenburg